# Aenictus hodgsoni
Aenictus hodgsoni  (лат.) — вид муравьёв-кочевников, принадлежащий к роду Aenictus.

## Распространение
Юго-восточная Азия: Вьетнам, Индонезия, Камбоджа, Китай, Лаос, Мьянма, Таиланд.

## Описание
Длина рабочих 3—4 мм. Основная окраска коричневая (ноги и усики светлее). Голова, грудка (пронотум, кроме мезонотума и проподеума), стебелёк (петиоль и постпетиоль) и брюшко блестящие. Тело покрыто длинными отстоящими волосками. Длина головы рабочих (HL) 0,75—0,78 мм; ширина головы (HW) — 0,63—0,68 мм; длина скапуса усика (SL) — 0,60—0,65 мм; индекс скапуса (SI) — 96—100. Усики 10-члениковые, скапус длинный, достигает задний край головы. Жвалы субтреугольные. Передний край клипеуса выпуклый, с несколькими зубчиками. Стебелёк между грудкой и брюшком у рабочих состоит из двух члеников, а у самок и самцов — из одного (петиоль). Нижнечелюстные щупики самок и рабочих 2-члениковые, нижнегубные щупики состоят из 2 сегментов (формула 2,2; у самцов 2,1). Проподеальное дыхальце расположено в верхней боковой части заднегруди. Голени с двумя шпорами. Жало развито. 
Вид был впервые описан в 1901 году швейцарским мирмекологом Огюстом Форелем под первоначальным названием Aenictus fergusoni var. hodgsoni  Forel, 1901 по материалу рабочих особей из Мьянмы. Включён в состав видовой группы Aenictus laeviceps species group, где близок к видам Aenictus fergusoni и Aenictus brevinodus, отличаясь более длинным петиолем, шагренированными бёдрами, гладкой и блестящей переднеспинкой.
Один из доминирующих видов Юго-восточной Азии, где встречается в разнообразных лесных условиях. Охотится на различных насекомых (в том числе тараканов) и муравьёв таких видов как Anoplolepis gracilipes (Таиланд), Camponotus rufoglaucus (Таиланд), Camponotus sp. (Вьетнам), Iridomyrmex anceps (Таиланд), Technomyrmex sp. (bicolor group) (Вьетнам).
Вместе с муравьями обитают несколько мирмекофильных видов жуков: Aenictobia siamensis (Aenictoteratini), Aenictosymbia cornuta Maruyama, 2014 (Lomechusini), Aenictoxenides mirabilis (Pygostenini).